# Tungros
Los tungros, tungrios o tungares (del latín Tungri, -ōrum) fueron un pueblo germano que tenía por capital a Atuacutum o Adutaca o Aduatica (Tongeren). Cruzaron el río Rin y expulsaron a los galos, ocupando el lugar de los eburones. Tácito los sitúa cerca de los nervios.[cita requerida]
La zona de Tongerno fue después un obispado, cuyo territorio limitaba con el de Reims. Otra ciudad de los tungros fue Agrippina (Colonia). Quedan algunos restos de la época romana.

## Parte del imperio
Tácito señala en sus Historias a dos cohortes de tungros en la guerra civil del 69 d. C.
Los tungros fueron mencionados en la Notitia Dignitatum, un documento de principios del siglo V, en el que se transcribieron todos los puestos militares y gubernamentales de finales del Imperio romano. El documento menciona al tribuno de la Primera Cohorte de Tungros estacionada en Vercovicium (ahora conocida como Housesteads, Northumberland) en la Muralla de Adriano. La cohorte se dividió en tiempos de Adriano para formar también una Segunda Cohorte de tungros; ambas cohortes contaban con 1000 hombres (cohortes miliarias).
Tausio, el soldado romano que mató al emperador Pertinax, era tungro.